# Partito Liberale Democratico (Germania)
Il Partito Liberale Democratico (in tedesco: Freie Demokratische Partei - FDP; lett. Partito Democratico Libero) è un partito politico tedesco di orientamento liberale. È l'erede dei partiti liberali storici Partito Popolare Tedesco, Partito Democratico Tedesco e Partito Nazionale Liberale. Dopo la sua fondazione nel 1948 è stato, fino all'avvento dei Verdi, il terzo partito tedesco ed ago della bilancia fra l'Unione CDU/CSU ed il Partito Socialdemocratico.
In seguito alle elezioni federali del 2009 ha fatto parte della maggioranza di governo insieme ai democristiani della CDU e della CSU sostenendo il governo Merkel II. Dal 2013 al 2017 è stato extraparlamentare, mentre dal 2017 al 2021 si è trovato invece all'opposizione del secondo governo di grande coalizione CDU/CSU-SPD, il governo Merkel IV, unendosi al successivo governo Scholz, da cui è però uscito nel 2024, tornando all'opposizione.
A livello internazionale è membro dell'Internazionale Liberale. A livello europeo è membro dell'Alleanza dei Liberali e dei Democratici per l'Europa ed i suoi esponenti siedono nel gruppo Renew Europe.

## Storia
Nel 1945, subito dopo la seconda guerra mondiale, erano stati rifondati due partiti politici liberali: il Partito Democratico Tedesco ed il Partito Popolare Tedesco, attivi nella Repubblica di Weimar. Da questi partiti l'11 dicembre 1948 nacque il Partito Liberale Democratico e primo leader fu Theodor Heuss.
Il FDP ha raccolto consensi compresi fra il 4,8% ed il 12,8% partecipando a coalizioni ora con la CDU, ora con la SPD. Almeno fino agli anni '80 il partito era infatti portatore di posizioni liberali in senso lato, tanto socio-liberali, quanto liberiste. Solo a partire dagli anni '90 il partito è divenuto alleato stabile della CDU, sostenendo i governi di Helmut Kohl, e mantenendo una politica attenta ai diritti civili, ma puntando maggiormente su una politica liberale in campo economico.
Dopo la caduta del muro di Berlino, il partito si è unito alla Federazione dei Democratici Liberi, presente nella Germania dell'Est.
Alle elezioni politiche del 2005, la FDP ha ottenuto il 9,8% dei voti e 61 deputati. Il buon risultato del Partito della Sinistra ha reso impossibile la riconferma dell'alleanza rosso-verde composta da Alleanza 90/I Verdi e SPD. La CDU e la FDP non avevano, però, ottenuto la maggioranza dei seggi. Ciò ha portato ad un governo di "grande coalizione" tra CDU e SPD. L'alleanza Verdi-SPD-FDP era resa difficile per le divisioni tra SPD e FDP in materia economica, analoga difficoltà trovava l'alleanza Verdi-FDP-CDU, per i difficili rapporti tra Verdi e CDU.
Dopo le politiche del 2009 la FDP torna al governo (governo Merkel II) in coalizione con la CDU-CSU.
Nel 2010 l'allora leader della FDP Guido Westerwelle, dopo aver guidato il partito al 14% di voti del 2009, ha condotto una campagna di attacchi contro l'abuso del sussidio sociale popolarmente chiamato "Hartz IV" (da leggersi "Hartz vier", Hartz è l'autore della legge), accusandolo di frenare l'economia; ampie reazioni negative nell'opinione pubblica (in parte convinta che il sistema Hartz IV sia troppo "taccagno"), e un successivo prolungato e drammatico calo di consensi per la FDP emerso dai sondaggi hanno riportato la paura, ricorrente nella storia del partito, di sparire dal parlamento federale a causa della barriera del 5% e hanno portato alla sostituzione di Westerwelle alla guida della FDP, aprendo la strada all'ascesa di Philipp Rösler a nuovo leader del partito nel maggio 2011, la quale però non porta allo sperato arresto dell'emorragia di consensi perché nelle elezioni del Land di Berlino del settembre 2011
la FDP crolla al di sotto delle già negative aspettative scomparendo da tutti i parlamenti del Land.
Nell'ottobre 2011 il rischio di non raggiungere la soglia di sbarramento del 5% raffigurato dai sondaggi rafforza la posizione, fino ad allora fortemente in minoranza nel partito,
di riconsiderare la ferma politica di veto assoluto nei confronti di un salario minimo fissato per legge, progetto invece in fase avanzata nei piani dell'alleata di governo ma concorrente CDU-CSU, in risposta alle richieste della popolazione al ceto politico di migliore protezione dai rischi di impoverimento causati dalla crisi economica.
Nelle elezioni del settembre 2013 l'FDP ottiene il 4,8% dei voti e rimane escluso dal Bundestag. Nelle elezioni federali del 2017 torna nel Bundestag, con il 10.7% e 80 seggi.

## Ideologia
La FDP appartiene all'ideologia liberale classica, propugnando il liberalismo tanto nella sfera economica che in quella sociale. Le attuali linee guida della FDP sono racchiuse nei cosiddetti Princìpi di Wiesbaden. Obiettivo chiave della FDP è il rafforzamento della libertà e della responsabilità individuale.
Attraverso la sua storia, le politiche della FDP hanno oscillato tra l'enfatizzazione del liberalismo sociale e del liberismo. Dagli anni ottanta, la FDP ha mantenuto un consistente atteggiamento pro-mercato. La FDP supporta solide leggi antitrust e uno standard minimo di welfare per ogni cittadino. In aggiunta, la FDP sostiene una riforma del sistema di welfare e del sistema sanitario, con leggi che richiederebbero ad ogni cittadino occupato di investire in una assicurazione sociale privata. Il partito supporta un sistema di tassazione sul reddito ad aliquote, opposto all'attuale sistema "lineare" e, nel lungo periodo, una flat tax. La FDP punta all'introduzione di un reddito di cittadinanza, che sostituisca la spesa pubblica per il welfare.
La FDP supporta i diritti LGBT; l'ex leader del partito Guido Westerwelle era apertamente gay. Nonostante ciò, il gruppo parlamentare del partito votò nel 2012 una mozione contro l'equiparazione del matrimonio tra persone dello stesso sesso, allo scopo di non destabilizzare la coalizione con i cristiano-democratici.
La FDP sostiene la doppia cittadinanza e sull'immigrazione il partito supporta il metodo a punti, inspirandosi allo stile canadese.
La FDP rivendica una maggiore integrazione europea con politica estera e difesa comuni, ma supportò il referendum sul Trattato di Lisbona.

## Loghi

1952–1968
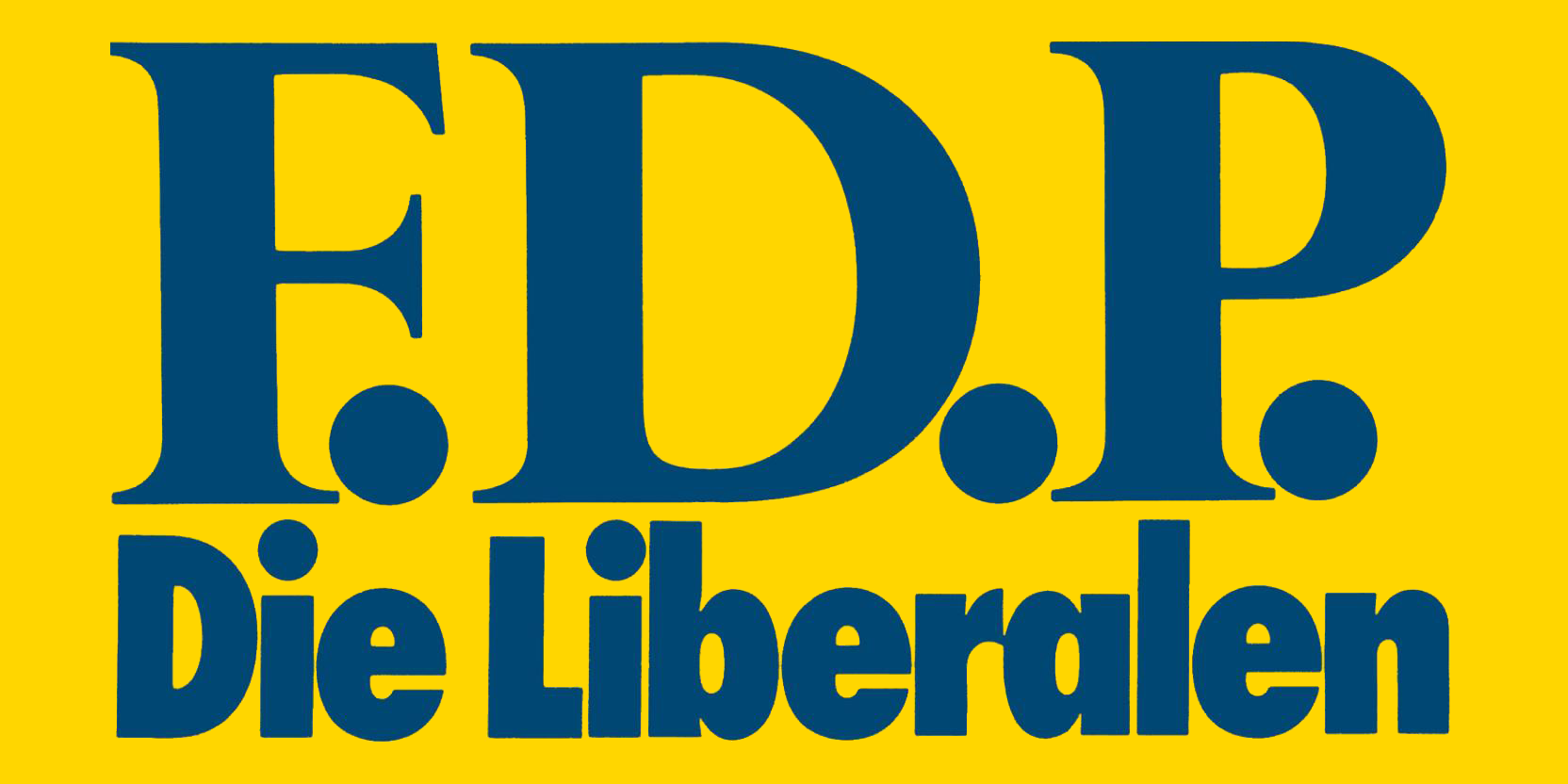
1968–2001
2001–2013
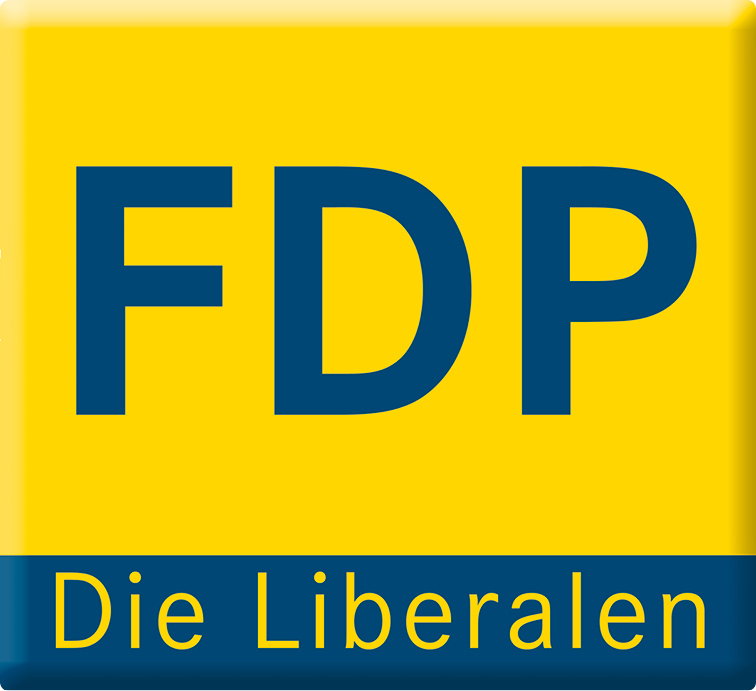
2013–2015
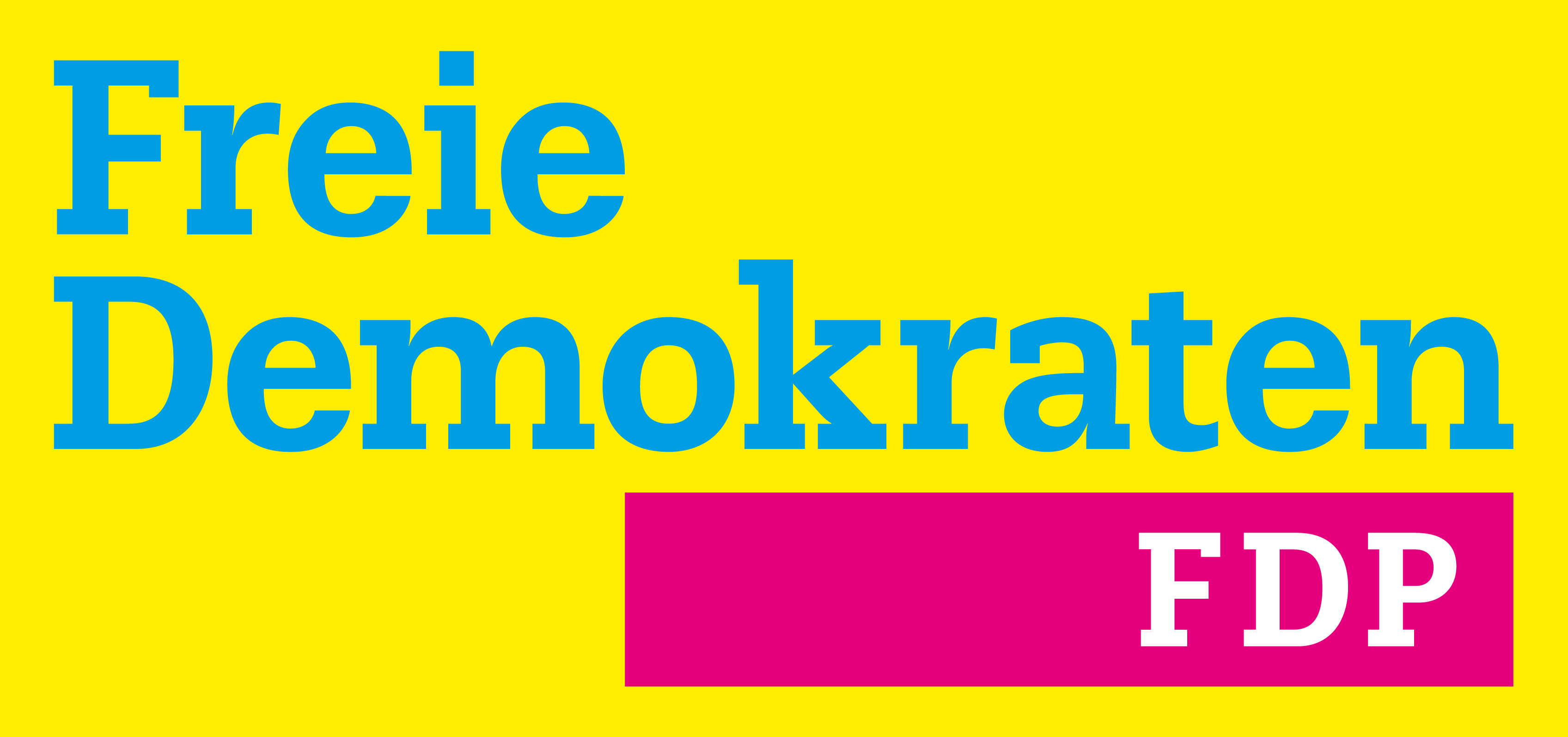
Dal 2015

## Risultati elettorali

### Elezioni legislative
| Anno | Circoscrizione | Circoscrizione | Circoscrizione | Proporzionale | Proporzionale | Proporzionale | Seggi    | +/- | Status              |
| Anno | Voti           | %              | +/-            | Voti          | %             | +/-           | Seggi    | +/- | Status              |
| ---- | -------------- | -------------- | -------------- | ------------- | ------------- | ------------- | -------- | --- | ------------------- |
| 1949 |                |                |                | 2 829 920     | 11,9 (3.º)    |               | 52 / 402 |     | Governo             |
| 1953 | 2 967 566      | 10,8 (3.º)     |                | 2 629 163     | 9,5 (3.º)     | 2,4           | 53 / 509 | 1   | Governo             |
| 1957 | 2 276 234      | 7,5 (4.º)      | 3,3            | 2 307 135     | 7,7 (4.º)     | 1,8           | 44 / 519 | 9   | Opposizione         |
| 1961 | 3 886 269      | 12,1 (3.º)     | 4,6            | 4 028 766     | 12,8 (3.º)    | 5,1           | 67 / 521 | 23  | Governo             |
| 1965 | 2 562 294      | 7,9 (4.º)      | 4,2            | 3 096 739     | 9,5 (4.º)     | 3,3           | 50 / 518 | 17  | Governo Opposizione |
| 1969 | 1 554 651      | 4,8 (4.º)      | 3,1            | 1 903 422     | 5,8 (4.º)     | 3,7           | 31 / 518 | 19  | Governo             |
| 1972 | 1 790 513      | 4,8 (4.º)      | Stabile        | 3 129 982     | 8,4 (4.º)     | 2,6           | 42 / 518 | 11  | Governo             |
| 1976 | 2 417 683      | 6,4 (4.º)      | 1,6            | 2 995 085     | 7,9 (4.º)     | 0,5           | 40 / 518 | 2   | Governo             |
| 1980 | 2 720 480      | 7,2 (4.º)      | 0,8            | 4 030 999     | 10,6 (3.º)    | 2,7           | 54 / 519 | 14  | Governo             |
| 1983 | 1 087 918      | 2,8 (5.º)      | 4,4            | 2 167 431     | 6,9 (4.º)     | 3,7           | 35 / 520 | 19  | Governo             |
| 1987 | 1 760 496      | 4,7 (5.º)      | 1,9            | 3 440 911     | 9,1 (4.º)     | 2,2           | 48 / 519 | 13  | Governo             |
| 1990 | 3 595 135      | 7,8 (3.º)      | 3,1            | 5 123 233     | 11,0 (3.º)    | 1,9           | 79 / 662 | 31  | Governo             |
| 1994 | 1 558 185      | 3,3 (6.º)      | 4,5            | 3 258 407     | 6,9 (5.º)     | 4,1           | 47 / 672 | 32  | Governo             |
| 1998 | 1 486 433      | 3,0 (6.º)      | 0,3            | 3 080 955     | 6,2 (5.º)     | 0,7           | 43 / 669 | 4   | Opposizione         |
| 2002 | 2 752 796      | 5,8 (4.º)      | 2,8            | 3 538 815     | 7,4 (5.º)     | 1,2           | 47 / 603 | 4   | Opposizione         |
| 2005 | 2 208 531      | 4,7 (6.º)      | 1,1            | 4 648 144     | 9,8 (3.º)     | 2,4           | 61 / 614 | 14  | Opposizione         |
| 2009 | 4 076 496      | 9,4 (4.º)      | 4,7            | 6 316 080     | 14,6 (3.º)    | 4,8           | 93 / 622 | 32  | Governo             |
| 2013 | 1 028 645      | 2,4 (6.º)      | 7,0            | 2 083 533     | 4,8 (6.º)     | 9,8           | 0 / 631  | 93  | Extraparlamentare   |
| 2017 | 3 248 745      | 7,0 (4.º)      | 4,6            | 4 997 178     | 10,7 (4.º)    | 5,9           | 80 / 709 | 80  | Opposizione         |
| 2021 | 4 040 783      | 8,6 (6.°)      | 1,6            | 5 316 698     | 11,5 (4.°)    | 0,8           | 92 / 735 | 12  | Governo             |
| 2025 | 1 623 351      | 3,3 (6.°)      | 5,3            | 2 148 878     | 4,3 (7.°)     | 7,2           | 0 / 630  | 92  | Extraparlamentare   |

### Elezioni europee
| Anno | Voti      | %          | +/- | Seggi   | +/-     |
| ---- | --------- | ---------- | --- | ------- | ------- |
| 1979 | 1 662 621 | 6,0 (4.º)  |     | 4 / 81  |         |
| 1984 | 1 192 624 | 4,8 (5.º)  | 1,2 | 0 / 81  | 4       |
| 1989 | 1 576 715 | 5,6 (6.º)  | 0,8 | 4 / 81  | 4       |
| 1994 | 1 442 857 | 4,1 (6.º)  | 1,5 | 0 / 99  | 4       |
| 1999 | 820 731   | 3,0 (6.º)  | 1,1 | 0 / 99  | Stabile |
| 2004 | 1 565 000 | 6,1 (6.º)  | 3,1 | 7 / 99  | 7       |
| 2009 | 2 888 084 | 11,0 (4.º) | 4,9 | 12 / 99 | 5       |
| 2014 | 986 841   | 3,4 (7.º)  | 7,6 | 3 / 96  | 9       |
| 2019 | 2 028 353 | 5,4 (7.º)  | 2,0 | 5 / 96  | 2       |
| 2024 | 2 060 457 | 5,2 (7.°)  | 0,2 | 5 / 96  | Stabile |